# Вараждинська діоцезія
Вараждинська діоцезія (хорв. Varaždinska biskupija; лат. Dioecesis Varasdinensis) — католицька діоцезія латинського обряду в Хорватії з центром в місті Вараждин. Входить до складу митрополії Загреба.
Вараждинська діоцезія утворена в 1997 році, виділена зі складу Загребської архідіоцезії. За даними на 2004 рік в діоцезії налічувалося 373 874 католика (95,1 % населення), 152 священика і 104 парафії, розділені на 9 деканатів. Кафедральним собором діоцезії є собор Вознесіння Діви Марії, побудований в 1646 році.